# شینتارو هارادا
شینتارو هارادا (انگلیسی: Shintaro Harada؛ زادهٔ ۸ نوامبر ۱۹۸۰) بازیکن فوتبال اهل ژاپن است.
از باشگاه‌هایی که در آن بازی کرده‌است می‌توان به باشگاه فوتبال یوکوهاما مارینوس اشاره کرد.